# Боскотреказе
Боскотрека́зе (итал. Boscotrecase) — город в Италии, располагается в регионе Кампания, в провинции Неаполь.
Население составляет 10 791 человек (на 2004 г.), плотность населения составляет 1520 чел./км². Занимает площадь 7 км². Почтовый индекс — 80042. Телефонный код — 081.
Покровительницей коммуны почитается святая Анна, празднование 26 июля.